# Френ (Орн)
Френ (фр. Frênes) — колишній муніципалітет у Франції, у регіоні Нормандія, департамент Орн. Населення — 837 осіб (2011).
Муніципалітет був розташований на відстані близько 230 км на захід від Парижа, 50 км на південний захід від Кана, 70 км на північний захід від Алансона.

## Історія
До 2015 року муніципалітет перебував у складі регіону Нижня Нормандія. Від 1 січня 2016 року належав до нового об'єднаного регіону Нормандія.
1 січня 2015 року Френ, Бошен, Ларшам, Сен-Корньє-де-Ланд, Сен-Жан-де-Буа, Теншебре i Івранд було об'єднано в новий муніципалітет Теншебре-Бокаж.

## Демографія
Динаміка населення (EHESS і INSEE ):
Розподіл населення за віком та статтю (2006):
| Стать | Всього | До 15 років | 15-24 | 25-44 | 45-64 | 65-85 | Понад 85 |
| --- | ------ | ----------- | ----- | ----- | ----- | ----- | -------- |
| Чоловіки | 400    | 64          | 32    | 112   | 100   | 92    | 0        |
| Жінки | 384    | 92          | 36    | 104   | 80    | 72    | 0        |
| \| Статево-вікова піраміда \| Статево-вікова піраміда \| Статево-вікова піраміда \| \| ----------------------- \| ----------------------- \| ----------------------- \| \| Чоловіки \| Вік \| Жінки \| \| 0 \| 85 + \| 0 \| \| 12 \| 80-84 \| 20 \| \| 44 \| 75-79 \| 16 \| \| 16 \| 70-74 \| 32 \| \| 20 \| 65-69 \| 4 \| \| 12 \| 60-64 \| 8 \| \| 28 \| 55-59 \| 16 \| \| 24 \| 50-54 \| 36 \| \| 36 \| 45-49 \| 20 \| \| 16 \| 40-44 \| 28 \| \| 28 \| 35-39 \| 24 \| \| 36 \| 30-34 \| 24 \| \| 32 \| 25-29 \| 28 \| \| 20 \| 20-24 \| 20 \| \| 12 \| 15-20 \| 16 \| \| 8 \| 10-14 \| 24 \| \| 20 \| 5-9 \| 28 \| \| 36 \| 0-4 \| 40 \| |        |             |       |       |       |       |          |
| Статево-вікова піраміда |        |             |       |       |       |       |          |
| Чоловіки | Вік    | Жінки       |       |       |       |       |          |
| 0 | 85 +   | 0           |       |       |       |       |          |
| 12 | 80-84  | 20          |       |       |       |       |          |
| 44 | 75-79  | 16          |       |       |       |       |          |
| 16 | 70-74  | 32          |       |       |       |       |          |
| 20 | 65-69  | 4           |       |       |       |       |          |
| 12 | 60-64  | 8           |       |       |       |       |          |
| 28 | 55-59  | 16          |       |       |       |       |          |
| 24 | 50-54  | 36          |       |       |       |       |          |
| 36 | 45-49  | 20          |       |       |       |       |          |
| 16 | 40-44  | 28          |       |       |       |       |          |
| 28 | 35-39  | 24          |       |       |       |       |          |
| 36 | 30-34  | 24          |       |       |       |       |          |
| 32 | 25-29  | 28          |       |       |       |       |          |
| 20 | 20-24  | 20          |       |       |       |       |          |
| 12 | 15-20  | 16          |       |       |       |       |          |
| 8 | 10-14  | 24          |       |       |       |       |          |
| 20 | 5-9    | 28          |       |       |       |       |          |
| 36 | 0-4    | 40          |       |       |       |       |          |

## Економіка
2010 року серед 516 осіб працездатного віку (15—64 років) 400 були активними, 116 — неактивними (показник активності 77,5%, у 1999 році було 71,4%). З 400 активних мешканців працювали 382 особи (210 чоловіків та 172 жінки), безробітними було 18 (10 чоловіків та 8 жінок). Серед 116 неактивних 29 осіб було учнями чи студентами, 57 — пенсіонерами, 30 були неактивними з інших причин.

У 2010 році в муніципалітеті числилось 336 оподаткованих домогосподарств, у яких проживали 888,0 особи, медіана доходів виносила 17 330 євро на одного особоспоживача